# Giuseppe Bianchi
Pour les articles homonymes, voir Bianchi.
 (janvier 2011).
Si vous disposez d'ouvrages ou d'articles de référence ou si vous connaissez des sites web de qualité traitant du thème abordé ici, merci de compléter l'article en donnant les références utiles à sa vérifiabilité et en les liant à la section « Notes et références ».
Giuseppe Bianchi (26 août 1888 à Imola dans la région Émilie-Romagne en Italie - le 20 juillet 1969 à Milan) était un ingénieur italien qui joua un rôle majeur dans l'électrification des chemins de fer italiens.

## Biographie
Après de brillantes études, il obtiendra le diplôme d'ingénieur en mécanique et électrotechnique à Turin en 1912.
Recruté au sein des chemins de fer italiens, les Ferrovie dello Stato, il s'occupera dans un premier temps de l'électrification du réseau de Rome.
En 1920, il est promu et affecté au Bureau des études des locomotives électriques au sein du Service Matériel et Traction des FS à Florence. Il en deviendra le directeur en 1930. Peu après, avec la création du Consiglio Nazionale delle Ricerche, il fut appelé à participer au Comité pour l'ingénierie.   
Alors qu'il se distingua pour ses projets locomotives à vapeur aux grandes prestations (comme les trois variantes du Groupe 695 des Ferrovie dello Stato, il marquera son époque grâce au passage de la traction à vapeur à l'électricité dont il sera le plus ardent défenseur.
Durant la première partie de sa carrière, il contribuera fortement à l'amélioration des caractéristiques des locomotives électriques sous courant alternatif triphasé (3,6 kV, 16,7 Hz). Il assurera la direction complète des projets de nouveaux types de locomotives : les FS E.432 et FS E.554.
Il mit plus tard en évidence les limites rapidement atteintes par ce système d'alimentation et en fera la démonstration avec les locomotives FS E.470, FS E.472, FS E.570, conçues sous sa propre direction mais également avec la FS E.471 conçue par Kálmán Kandó dont il aurait très facilement pu prolonger l'existence avec des améliorations simples. Il se fera le fervent défenseur du système d'alimentation par courant continu monophasé 3 kV et consacrera toute son énergie à son application, malgré les coûts énormes liés au remplacement sur tout le réseau italien largement électrifié, déjà à l'époque.
C'est à partir de 1922 que Giuseppe Bianchi contribuera de façon très significative à la conception des premières locomotives et automotrices électriques sous courant continu pour le marché italien. Il travaillera particulièrement sur les FS E.326, FS E.626, FS E.428 et FS E.424. Il ne réalisera pas directement ce dernier projet qui sera repris par son successeur Alfredo D'Arbela en 1943.
Malgré les changements liés au climat politique en Italie avec l'arrivée du fascisme, Giuseppe Bianchi a toujours refusé de s'inscrire au parti fasciste, pourtant obligatoire pour les serviteurs de l'État italien. Il sera toujours considéré comme un élément perturbateur même si les autorités fascistes n'ont jamais pu lui reprocher une opposition explicite au régime. 
Alors qu'il mettait au point les premiers trains à grande vitesse au monde avec les fameux ETR 200, ses détracteurs politiques et opposants industriels obtinrent son licenciement en 1937. Il sera alors recruté par la société privée Ferrovie Nord Milano où il assura l'électrification complète du réseau de la société. Il y restera jusqu'à sa retraite en 1945. Il reprendra du service comme conseiller auprès des FS en 1945 et 1946.

## Ses réalisations
Giuseppe Bianchi a créé quatre « fonctions » pour les locomotives, afin de les utiliser de manière spécifique et ainsi améliorer leurs performances tout en les maintenant aussi semblables que possible.
Cette stratégie de spécialisation n'est pas une nouveauté absolue en Italie, mais il y avait une flotte très diversifiée, héritée des compagnies de chemin de fer privées nationalisées en 1905.
Les fonctions à pourvoir étaient :
- locomotive pour trains rapides : la FS E.326 ;
- locomotive pour trains lourds : la FS E.428 ;
- locomotive pour usages multiples : la FS E.626 ;
- locomotive pour trains légers, moins puissante et moins chère : en 1943 avec la FS E.424.

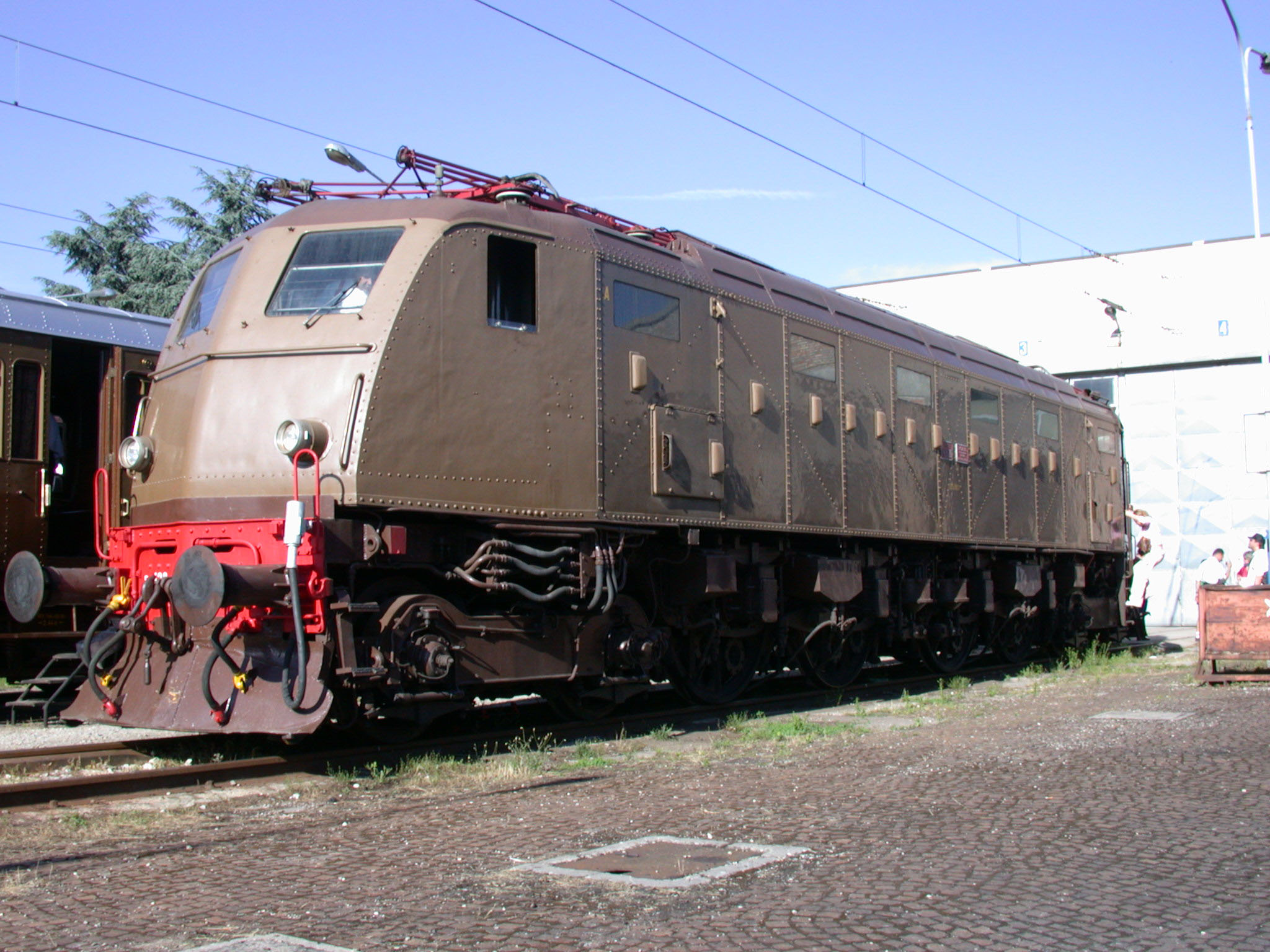
Locomotive E.428.226 à Rimini. Photo : Sandro Baldi, 2004

Giuseppe Bianchi eut le grand mérite de bien intégrer le besoin de maintenance et les standards de service des machines qui lui seront confiées. Au début des années 1920, elles étaient souvent sujettes aux pannes en raison des nouvelles technologies employées notamment par un manque de fiabilité.
C'est pour pallier cette exigence impérative que Giuseppe Bianchi, en 1928, imposera sa théorie de l'inter-opérabilité : tous les composants techniques des locomotives devaient être simplifiés dans leur conception pour en améliorer la fiabilité et unifiés pour être employés sur plusieurs modèles afin de réduire les coûts de fabrication et d'obtenir en permanence un stock disponible.
Cette théorie sera reprise dans les années 1950 dans l'industrie de masse sous l'appellation Design for maintenance et Reliable system design.
Cette théorie, au sein des Ferrovie dello Stato, sera baptisée Linea Bianchi. Toutes les locomotives seront construites sur un châssis lourd et très rigide, une caisse centrale et deux avant-corps réduits, un à chaque extrémité. Au fil des ans, avec les évolutions techniques, les avant-corps se réduisirent toujours plus mais restèrent la caractéristique esthétique des locomotives italiennes jusqu'au lendemain de la Seconde Guerre mondiale avec la FS E.424.
Tout le savoir-faire de Giuseppe Bianchi sera précieusement repris par son successeur, l'ingénieur Alfredo d'Arbela qui débuta à ses côtés sur le projet de la FS E.636.